# جائزة جنوب إفريقيا الكبرى للدراجات النارية 2004
جائزة جنوب أفريقيا الكبرى للدراجات النارية 2004 هو سباق دراجات نارية أقيم بتاريخ 18 أبريل 2004. كان الجولة الأولى من أصل 16 في سباق الجائزة الكبرى للدراجات النارية موسم 2004. فاز فالنتينو روسي بفئة الموتو جي بي بينما جاء ماكس بياجي في المركز الثاني وحصل على المركز الثالث سيت جيبيرنو.

## وصلات خارجية
- الموقع الرسمي